# Ilharre
Ilharre è un comune francese di 147 abitanti situato nel dipartimento dei Pirenei Atlantici nella regione della Nuova Aquitania.

## Storia

### Simboli
La prima partizione riprende lo stemma della Navarra; la graticola è attribuito di san Lorenzo, patrono della parrocchia.

## Monumenti e luoghi d'interesse
- Chiesa di San Lorenzo del XVII secolo

## Società

### Evoluzione demografica
Abitanti censiti